# ハンス・ゲオルク・ライマン
ハンス・ゲオルク・ライマン (Hans-Georg Reimann、1941年8月24日-)は、旧東ドイツの陸上競技選手。20km競歩を得意とした選手で、1972年ミュンヘンオリンピックと1976年モントリオールオリンピックに出場。ミュンヘン大会では1時間27分17秒の記録で、東ドイツのペーター・フレンケル(Peter Frenkel)、ソ連のウラジミル・ゴルブニチーに次いで銅メダルを獲得。モントリオール大会では、1時間25分14秒の記録でメキシコのダニエル・バウチスタ(Daniel Bautista)に次いで銀メダルを獲得した。

## 記録
| 年   | 大会                   | 場所                         | 種目     | 結果 | 記録          |
| ---- | ---------------------- | ---------------------------- | -------- | ---- | ------------- |
| 1962 | ヨーロッパ陸上選手権   | ベオグラード(ユーゴスラビア) | 20km競歩 | 2位  | 1時間36分15秒 |
| 1970 | IAAFワールドカップ競歩 | エシュボルン(西ドイツ)       | 20km競歩 | 1位  | 1時間26分55秒 |
| 1972 | オリンピック           | ミュンヘン(西ドイツ)         | 20km競歩 | 3位  | 1時間27分17秒 |
| 1973 | IAAFワールドカップ競歩 | ルガーノ(スイス)             | 20km競歩 | 1位  | 1時間29分31秒 |
| 1976 | オリンピック           | モントリオール(カナダ)       | 20km競歩 | 2位  | 1時間25分14秒 |